# Młodkowski
Młodkowski – polski herb szlachecki, odmiana herbu Leliwa.

## Opis herbu
Opis z wykorzystaniem zasad blazonowania, zaproponowanych przez Alfreda Znamierowskiego:
Na tarczy dwudzielnej w polu prawym błękitnym półksiężyc w słup rogami w lewo, w lewym w ściętym  od góry czerwonym polu – pół kozła wspiętego,  pole dolne – błękitne. Klejnot: trzy pióra strusie.

## Najwcześniejsze wzmianki
Podług Ostrowskiego odmiana przysługiwała Młodkowskim z Młodkowic (w XVII w. mieli oni osiąść w gnieźnieńskiem, a następnie w sandomierskiem). Niesiecki wspomina też w województwie sandomierskim Stanisława Młodkowskiego, jezuitę, przełożonego Kolegium Ostrogskiego (zmarł w Krakowie u św. Macieja w 1711).

## Herbowni
Jedna rodzina herbownych:
Młodkowski.